# 趙旅
趙 旅（ちょう りょ、1420年 - 1489年）は、李氏朝鮮の文臣。生六臣の一人。字は主翁、号は漁渓隠者。工曹典書趙悦の孫、司僕寺長趙安の息子。本貫は咸安趙氏。

## 生涯
1420年に慶尚南道咸安郡で生まれた。1453年に成均館進士試験に合格し、名望が高かった。その後、成均館に入学し、学問研究をした。
1455年、世祖が甥の端宗を廃位して即位した。趙旅は、端宗に対する忠義を貫き、王位簒奪者に仕えずとして、官職を捨てて故郷咸安郡に隠居した。
1456年に端宗が江原道寧越に流罪となると、折々に寧越を訪問して端宗の安否を気遣い、元昊の觀瀾亭に止宿して、元昊・李秀亨らと国事を論じながら幼い端宗の安全を祈った。後に原州の雉岳山に登り、二度と官職に出ないことを固く誓って雉岳山頂上に元昊・李秀亨と名を刻んだ。1457年、錦城大君と李甫欽などが端宗復位を謀って失敗し、端宗は薬殺刑（賜薬）にされた。趙旅は弔問に行こうとし、寧越青嶺浦の前に至ったものの船がなく、慟哭した。この時虎が現われて彼を背に負って寧越東江を渡ったと言う。
その後、端宗王の魂を公州東鶴寺で弔った後、咸安郡に帰り、瑞山に隠居した。人々は彼がいる瑞山を伯叔山と呼んだ。端宗崩御後、3年間喪服を着て3年を過ごし、以後読書と釣りで歳月を過ごして、1489年に70歳で世を去った。世祖は何回も官に召し出そうとしたが、趙旅は最後まで断って出なかった。

### 死後の顕彰
庶人に落とされた端宗が、1698年に王として復位されると、吏部参判の位を追贈された。1703年に慶尚道儒生郭抑齢などが上訴を行い、成三問・朴彭年ら死六臣の例にならって、生六臣の趙旅なども祠堂を建てて祭享するように朝廷に建議し、1706年に寄居した伯夷山の下咸安郡に祠堂を建てて金時習・李孟専・元昊・南孝温・成聃壽とともに祀られた。祠堂は後に西山書院と名付けられた。
1781年に吏部判書兼同知義禁府事五衛都摠府副摠管に加贈された。諡号は貞節。著書に、子孫である趙栄祏が整理した『漁渓集』がある。

## 著書
- 《漁渓集》